# Lista de aglomerados subnormais de Teresópolis

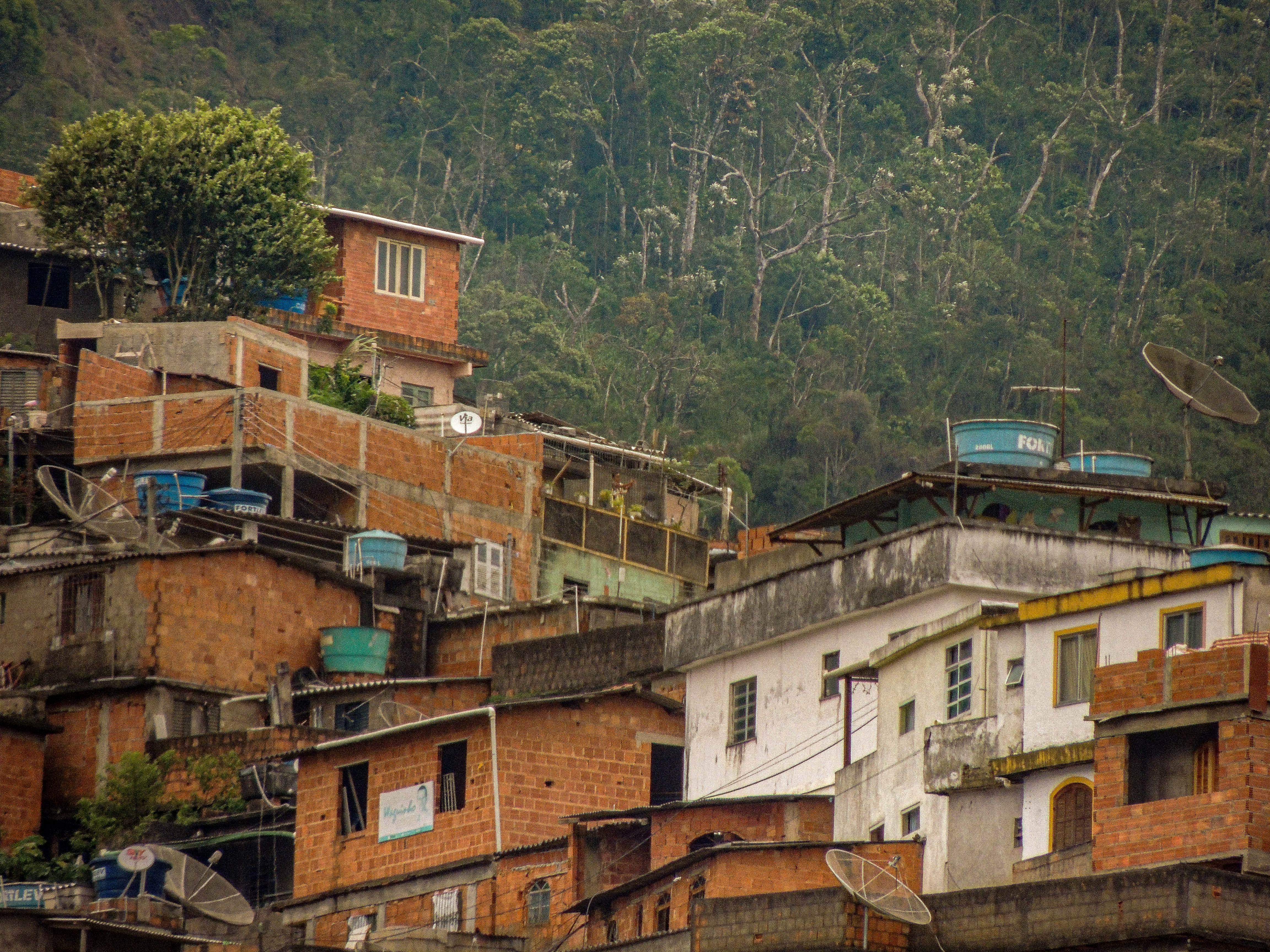
Perpétuo Socorro é um dos 23 aglomerados subnormais de Teresópolis.

Para definir favela, o Instituto Brasileiro de Geografia e Estatística (IBGE) criou o conceito de aglomerado subnormal, que se refere a um conjunto constituído por no mínimo 51 unidades habitacionais que ocupam terreno de propriedade alheia (pública ou particular) e estão dispostas, em geral, de forma desordenada e densa; carentes, em sua maioria, de serviços públicos e essenciais. Em Teresópolis, município localizado no interior do estado do Rio de Janeiro, existem 23 localidades classificadas como "aglomerados subnormais", onde cerca de 41 809 pessoas residem, o que representa a taxa de 25,6% do total da população, tornando o segundo município fluminense mais favelizado, sendo superado apenas por Angra dos Reis (35,5%).
O crescimento desordenado da cidade como um todo gerou um grande pico de construções de padrão regular, e aumentou o conceito de favelização. Entre 2000 e 2007, a cidade experimentou algumas novas dinâmicas de ocupação de espaços. Algumas regiões, entre elas os bairros Soberbo, Cascata Guarani, Quinta Lebrão e Tijuca experimentaram forte aumento de habitantes, com crescimento acima de 20%. O adensamento habitacional de áreas é visto como um desafio para as políticas públicas, em termos de atendimentos, transportes, infra-estrutura.

## Aglomerados subnormais
| Aglomerado                                        | Habitantes | Domicílios particulares permanentes | Atendidos pela rede geral de água | Atendidos por rede de esgoto | Atendidos por coleta de lixo | Bairro(s) abrangente(s) |   |         |
| ------------------------------------------------- | ---------- | ----------------------------------- | --------------------------------- | ---------------------------- | ---------------------------- | ----------------------- | - | ------- |
| Aglomerado                                        | Barroso    | 847                                 | 240                               | 25                           | 5                            | Bairro(s) abrangente(s) | 3 | Barroso |
| Beira Linha                                       | 3 113      | 1 070                               | 1 046                             | 633                          | 916                          | Cascata Guarani         |   |         |
| Buraco da Gata                                    | 291        | 97                                  | 97                                | —                            | 9                            | Alto                    |   |         |
| Caleme                                            | 3 353      | 1 005                               | 280                               | 149                          | 864                          | Caleme                  |   |         |
| Campo Grande                                      | 437        | 118                                 | 6                                 | 7                            | 111                          | Campo Grande            |   |         |
| Corta Vento                                       | 1 271      | 358                                 | 329                               | 200                          | 358                          | Corta Vento             |   |         |
| Dorvalino                                         | 2 462      | 726                                 | 289                               | 313                          | 360                          | Meudon                  |   |         |
| Fonte Santa                                       | 2 782      | 880                                 | 713                               | 158                          | 398                          | Fonte Santa             |   |         |
| Ilha do Caxangá                                   | 434        | 140                                 | 140                               | 2                            | 21                           | Caxangá                 |   |         |
| Jardim Meudon                                     | 2 509      | 769                                 | 651                               | 335                          | 436                          | Jardim Meudon           |   |         |
| Jardim Suspiro                                    | 340        | 108                                 | 6                                 | 11                           | 81                           | Albuquerque             |   |         |
| Lama Fria                                         | 1 227      | 342                                 | 204                               | 293                          | 99                           | Santa Cecília           |   |         |
| Largo do Machadinho                               | 708        | 229                                 | 223                               | 32                           | 190                          | Granja Guarani          |   |         |
| Morro da Formiga                                  | 493        | 147                                 | 100                               | 138                          | 15                           | sem informações         |   |         |
| Morro do Pimentel                                 | 3 344      | 855                                 | 675                               | 702                          | 491                          | São Pedro               |   |         |
| Morro Frontal                                     | 594        | 187                                 | 142                               | 54                           | 4                            | Barra do Imbuí          |   |         |
| Morro Paineiras                                   | 2 441      | 694                                 | 681                               | 605                          | 68                           | Paineiras               |   |         |
| Perpétuo Socorro                                  | 1 196      | 341                                 | 317                               | 321                          | 105                          | São Pedro               |   |         |
| Quinta Lebrão                                     | 6 281      | 1 954                               | 1 386                             | 384                          | 1 340                        | Quinta Lebrão           |   |         |
| Rio Bahia                                         | 1 050      | 328                                 | 146                               | 56                           | 108                          | Jardim Meudon           |   |         |
| Rosário                                           | 3 170      | 935                                 | 621                               | 809                          | 37                           | São Pedro               |   |         |
| Servidão do Viaduto                               | 172        | 58                                  | 56                                | 51                           | 37                           | Barroso                 |   |         |
| Morro do Tiro (Núcleo Residencial Armando Vieira) | 1 973      | 581                                 | 565                               | 319                          | 250                          | Fazendinha              |   |         |
| Vale da Revolta                                   | 1 321      | 424                                 | 248                               | 38                           | 76                           | Meudon                  |   |         |